# Stephon Marbury
Stephon Xavier Marbury (Brooklyn, Nueva York; 20 de febrero de 1977) es un exjugador de baloncesto estadounidense que disputó trece temporadas en la NBA, y siete más en la liga china. Actualmente es entrenador de los Beijing Royal Fighters de la Chinese Basketball Association (CBA). Con 1,88 metros de altura, jugaba en la posición de base.
Drafteado como número 4 en 1996, Marbury jugó para las franquicias de Minnesota Timberwolves, New Jersey Nets, Phoenix Suns, New York Knicks y Boston Celtics antes de recalar en la liga de baloncesto china. Fue All-Star en los años 2001 y 2003 y formó parte del tercer mejor quinteto de la NBA en 2000 y 2003.

## Carrera

### Primeros años
Stephon Marbury fue el sexto de siete hijos, criado en la península de Coney Island, en el barrio de Brooklyn, Nueva York.
Ya en el instituto, participó en el McDonald's All-American Game de 1995 junto a otras futuras estrellas de la NBA como Kevin Garnett, Shareef Abdur-Rahim o Antawn Jamison. Considerado uno de los mejores jugadores de instituto del país, Marbury marchó a jugar para la Universidad de Georgia Tech.

### Universidad
Disputó la temporada 1995-96 con los Yellow Jackets siendo titular en todos los encuentros y promediando 18,9 puntos por partido.

#### Estadísticas
| Año     | Equipo       | PJ | PT | MPP  | %TC  | %3P  | %TL  | RPP | APP | ROB | TPP | PPP  |
| ------- | ------------ | -- | -- | ---- | ---- | ---- | ---- | --- | --- | --- | --- | ---- |
| 1995–96 | Georgia Tech | 36 | 36 | 37.4 | .457 | .370 | .738 | 3.1 | 4.5 | 1.8 | .1  | 18.9 |

### NBA

#### Minnesota Timberwolves (1996 - 1999)
Seleccionado por los Milwaukee Bucks en el draft de la NBA de 1996, fue inmediatamente transferido a Minnesota Timberwolves por los derechos de Ray Allen y una futura primera ronda de draft. En su primer año, Marbury promedió 15,8 puntos y 7,8 asistencias, entrando en el mejor quinteto de rookies. Junto a Kevin Garnett, Marbury lideró a los T-Wolves a los playoffs de 1997 y 1998.
Durante el lockout de 1999, el agente de Marbury demandó un traspaso para el base, el cual demandó ir a jugar a un equipo cercano a su familia y amigos de Brooklyn, aunque fuentes afirmaban que lo único que quería Marbury era ir a jugar a un equipo con mercado y que tuviera oportunidades de éxito. Starbury sería traspasado a los New Jersey Nets en un triple traspaso que involucró también a los Milwaukee Bucks.

#### New Jersey Nets (1999 - 2001)
Ya en los New Jersey Nets, Marbury terminó de demostrar su potencial, siendo elegido para los All-Star de 2001 y nombrado en el tercer mejor quinteto del año 2000 de la NBA. También logró su récord de anotación con 50 puntos ante Los Angeles Lakers en febrero de 2001, aunque también cabe decir que los Nets fracasaron en entrar en playoffs durante las dos temporadas de Marbury en el equipo.

#### Phoenix Suns (2001 - 2004)
Transferido en el año 2001 a los Phoenix Suns por Jason Kidd, Marbury volvió a disputar el All-Star en el 2003. Junto a jugadores como Amar'e Stoudemire o Shawn Marion, fueron a los playoffs ese mismo año. Fue transferido a los New York Knicks para la temporada 2004-05.

#### New York Knicks (2004 - 2009)

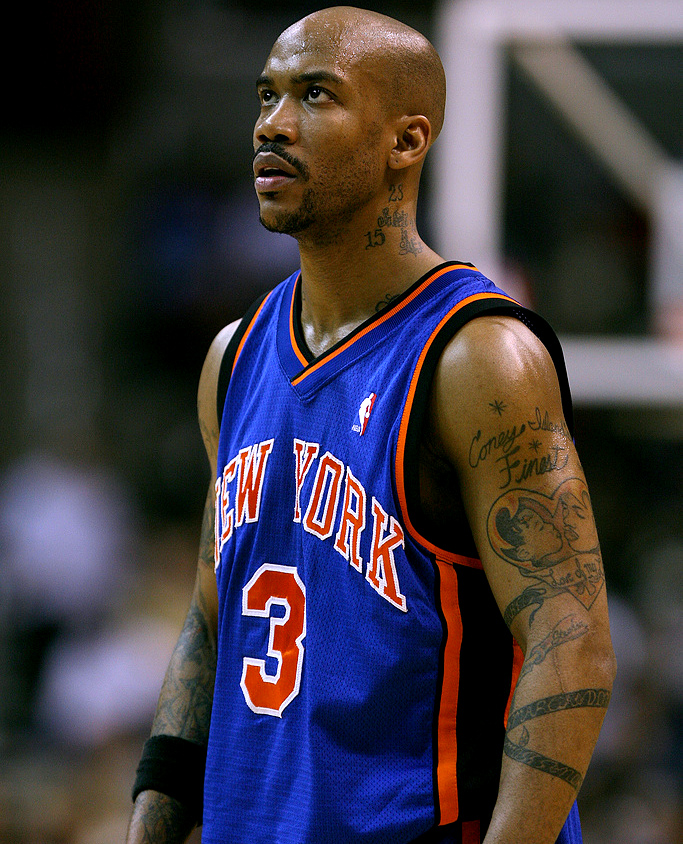
Marbury con los New York Knicks en 2007.

En enero de 2004, Marbury, Penny Hardaway y Cezary Trybański eran traspasados a los New York Knicks por Howard Eisley, Charlie Ward, Antonio McDyess, Maciej Lampe, los derechos sobre Miloš Vujanić y una primera ronda de draft del 2004. La llegada de Starbury fue recibida con entusiasmo por los knickerbockers, pues Stephon era oriundo de NYC y un reconocido fan de los Knicks.
Ese mismo año también jugó en los Juegos Olímpicos de Atenas 2004 con la selección de Estados Unidos, donde el equipo estadounidense tuvo un pobre desempeño al conseguir la medalla de bronce y ser la única hasta el momento incapaz de ganar el oro.
Para la temporada 2005-06, la relación de Marbury con el entrenador Larry Brown empeoró, cuando los Knicks realizaron una pobre temporada y el propio jugador hizo declaraciones sobre que Brown no le daba la suficiente libertad como jugador y Brown replicó diciendo que Marbury no era capaz de echarse el equipo a las espaldas como jugador-franquicia que era. Esta mala relación fue una de las razones para que Brown fuera despedido al terminar la temporada 2005-06, siendo contratado Isiah Thomas, el cual logró mejorar tanto el rendimiento de los Knicks como el del propio Starbury, aunque no lo suficiente como para llevar el equipo a playoffs.
Para la temporada 2007-08, surgieron tensiones entre Thomas y Marbury cuando el segundo descubrió que Isiah planeaba quitarle del quinteto inicial. Marbury tuvo un enfrentamiento verbal con Thomas en el avión del equipo frente a todos sus compañeros, y en noviembre de 2007 abandonó el equipo mientras este estaba en plena gira por la Conferencia Oeste. El periódico The New York Post señaló que Thomas había permitido que Marbury volara a Nueva York mientras los Knicks se enfrentaban a los Phoenix Suns, aunque el propio Thomas desmintió esta versión. La reacción de los fanes de los Knicks no se hizo esperar, los cuales abucheaban al equipo y al entrenador en los partidos en el Madison Square Garden, mientras el cargo de Thomas se encontraba en el aire. Los rumores de traspaso de Marbury se hicieron constantes, pero su elevado contrato de 42 millones a razón de dos años lo hizo inviable. En febrero de 2008, Marbury se lesionó el tobillo, siendo su último partido con la camiseta de los Knicks. En abril, Thomas era despedido y reemplazado por Mike D'Antoni.
D'Antoni no contaba con Marbury por lo que el base Chris Duhon fue contratado y Marbury puesto en la lista de jugadores inactivos. Pero al parecer, D'Antoni ofreció la posibilidad a Marbury de jugar 35 minutos por partido si así lo deseaba. En diciembre de 2008 se puso fin al culebrón cuando los Knicks suspendieron a Marbury por no asistir a los entrenamientos y los partidos y se le ordenó permanecer inactivo.

#### Boston Celtics (2009)
En febrero de 2009, los Knicks y Marbury acordaron la rescisión de contrato del polémico base, convirtiéndose así Starbury en agente libre. Pocos días después, Marbury firmaba por los Boston Celtics donde jugaba su excompañero y amigo Kevin Garnett. Terminó la temporada con un porcentaje de 3,8 puntos por partido y 3,3 asistencias en 18 minutos.
Para la 2009-10, los Celtics ofrecieron a Marbury un contrato por el mínimo de veterano, pero este lo rechazó, argumentando querer estar un tiempo alejado del baloncesto para atender sus negocios personales.

### China
Posteriormente tras recibir una multimillonaria oferta emprendió la aventura de la liga china fichando en principios de 2010 por el Shanxi Zhongyu conocidos como Brave Dragons promediando 22.9 puntos, 9.5 asistencias y 2.6 robos en 15 partidos, pero el Shanxi finalmente no pudo avanzar a los playoffs ese año. Marbury participa en el All-Star de la CBA china defendiendo al equipo del Norte. Cuaja una gran actuación contribuyendo con 30 puntos y 10 asistencias siendo nominado MVP del partido. 
En julio de 2010, Marbury llegó a un acuerdo de tres años para permanecer en los Shanxi Zhongyu Brave Dragons. Sin embargo, dejó el equipo en diciembre de 2010 para unirse a los Foshan Dralions siendo tildado de traidor por los aficionados del club. Al igual que la temporada anterior, Marbury destacó en el All-Star de la CBA china. No obstante los éxitos no aparecen en el parqué durante la temporada ya que su equipo no pudo siquiera llegar a los playoffs. Durante la temporada 2011-2012, se enrola en los Beijing Ducks. Con Stephon Marbury al mando, comienzan la temporada con el récord de 10-0. Al igual que las dos temporadas anteriores, Marbury jugó en el quinteto inicial del partido All-Star 2012 de la CBA. Gracias a su poder anotador Marbury consigue llevar al equipo de la capital a su primera final de la CBA contra los Guangdong Southern Tigers. Puede ser la primera vez en más de 17 años de carrera que Marbury consigue un título, cosa que logró finalmente al imponerse los Ducks en la final con Marbury como protagonista indiscutible. 
En la 2012-13 fue elegido MVP internacional de la CBA y al año siguiente repitieron título de campeones. 
En la 2014-15 se volvieron a alzar con el título de liga, consiguiendo tres trofeos en cuatro años, y siendo elegido MVP de las finales de la CBA.
El 25 de febrero de 2017, Marbury anunció que se retiraría al final de la temporada. Y el 24 de abril, los Ducks oficialmente cortaron a Marbury.
El 19 de julio de 2017, anunció que disputaría una última temporada para los Beijing Fly Dragons. Disputando su último encuentro el 11 de febrero de 2018, anotando 20 puntos, y anunciando su retirada definitiva como jugador.

### Entrenador
El 24 de junio de 2019, fue nombrado entrenador principal de los Beijing Royal Fighters de la Chinese Basketball Association (CBA).
El 8 de marzo de 2020, Marbury aviso al comisionado de la NBA Adam Silver para que detuviera la temporada 2019-20, diciendo:

"the game won't be fun if people die". He specifically asked Silver to "be the one to make the hard, easy decision."
"el juego no será divertido si la gente muere". Pidió específicamente a Silver que "fuera él quien tomara la dura pero fácil decisión".

Esta petición se produjo tres días antes de que el primer jugador NBA diese positivo por COVID-19 y se suspendiese la competición.

## Estilo de juego
Marbury se caracterizaba por dominar casi todas las facetas de juego de base, siendo su jugada más conocida la de intentar penetrar en la pintura y buscar el contacto con los adversarios para anotar bandejas en tráfico. También era temible como lanzador, promediando casi toda su carrera alrededor de un 35% en triples y un 46% en tiros de campo.
Su mayor defecto y el más criticado era su falta de consistencia y sacrificio, célebremente triste fue su etapa entre 2006 y 2009 en los Knicks, donde con un contrato de 20 millones de dólares, Marbury se vio envuelto en una serie interminable de polémicas y problemas de juego.

## Estadísticas de su carrera en la NBA

### Temporada regular
| Año      | Equipo     | PJ  | PT  | MPP  | %TC  | %3P  | %TL  | RPP | APP | ROB | TPP | PPP  |
| -------- | ---------- | --- | --- | ---- | ---- | ---- | ---- | --- | --- | --- | --- | ---- |
| 1996–97  | Minnesota  | 67  | 64  | 34.7 | .408 | .354 | .727 | 2.7 | 7.8 | 1.0 | .3  | 15.8 |
| 1997–98  | Minnesota  | 82  | 81  | 38.0 | .415 | .313 | .731 | 2.8 | 8.6 | 1.3 | .1  | 17.7 |
| 1998–99  | Minnesota  | 18  | 18  | 36.7 | .408 | .205 | .724 | 3.4 | 9.3 | 1.6 | .3  | 17.7 |
| 1998–99  | New Jersey | 31  | 31  | 39.8 | .439 | .367 | .832 | 2.6 | 8.7 | 1.0 | .1  | 23.4 |
| 1999–00  | New Jersey | 74  | 74  | 38.9 | .432 | .283 | .813 | 3.2 | 8.4 | 1.5 | .2  | 22.2 |
| 2000–01  | New Jersey | 67  | 67  | 38.2 | .441 | .328 | .790 | 3.1 | 7.6 | 1.2 | .1  | 23.9 |
| 2001–02  | Phoenix    | 82  | 80  | 38.9 | .442 | .286 | .781 | 3.2 | 8.1 | .9  | .2  | 20.4 |
| 2002–03  | Phoenix    | 81  | 81  | 40.0 | .439 | .301 | .803 | 3.2 | 8.1 | 1.3 | .2  | 22.3 |
| 2003–04  | Phoenix    | 34  | 34  | 41.6 | .432 | .314 | .795 | 3.4 | 8.3 | 1.9 | .2  | 20.8 |
| 2003–04  | Nueva York | 47  | 47  | 39.1 | .431 | .321 | .833 | 3.1 | 9.3 | 1.4 | .1  | 19.8 |
| 2004–05  | Nueva York | 82  | 82  | 40.0 | .462 | .354 | .834 | 3.0 | 8.1 | 1.5 | .1  | 21.7 |
| 2005–06  | Nueva York | 60  | 60  | 36.6 | .451 | .317 | .755 | 2.9 | 6.4 | 1.0 | .1  | 16.3 |
| 2006–07  | Nueva York | 74  | 74  | 37.1 | .415 | .357 | .769 | 2.9 | 5.4 | 1.0 | .1  | 16.4 |
| 2007–08  | Nueva York | 24  | 19  | 33.5 | .419 | .378 | .716 | 2.5 | 4.7 | .9  | .1  | 13.9 |
| 2008–09  | Boston     | 23  | 4   | 18.0 | .342 | .240 | .462 | 1.2 | 3.3 | .4  | .1  | 3.8  |
| Total    | Total      | 846 | 816 | 37.7 | .433 | .325 | .784 | 3.0 | 7.6 | 1.2 | .1  | 19.3 |
| All-Star | All-Star   | 2   | 0   | 16.5 | .500 | .400 | .500 | .5  | 5.0 | .0  | .0  | 8.0  |

### Playoffs
| Año   | Equipo    | PJ | PT | MPP  | %TC  | %3P  | %TL   | RPP | APP | ROB | TPP | PPP  |
| ----- | --------- | -- | -- | ---- | ---- | ---- | ----- | --- | --- | --- | --- | ---- |
| 1997  | Minnesota | 3  | 3  | 39.0 | .400 | .300 | .600  | 4.0 | 7.7 | .7  | .0  | 21.3 |
| 1998  | Minnesota | 5  | 5  | 41.8 | .306 | .280 | .783  | 3.2 | 7.6 | 2.4 | .0  | 13.8 |
| 2003  | Phoenix   | 6  | 6  | 45.3 | .375 | .227 | .758  | 4.0 | 5.7 | 1.2 | .0  | 22.0 |
| 2004  | New York  | 4  | 4  | 43.5 | .373 | .300 | .680  | 4.3 | 6.5 | 1.8 | .0  | 21.3 |
| 2009  | Boston    | 14 | 0  | 11.9 | .303 | .250 | 1.000 | .9  | 1.8 | .1  | .0  | 3.7  |
| Total | Total     | 32 | 18 | 29.3 | .355 | .273 | .750  | 2.6 | 4.6 | .9  | .0  | 12.6 |

## Vida personal
Stephon, el sexto de siete hermanos, adquirió su apodo de "Starbury" durante su juventud. Su padre, Don, falleció el 2 de diciembre de 2007.
Su hermano Zach jugó al baloncesto profesional en Venezuela. Es primo de los exbaloncestistas Sebastian Telfair y Jamel Thomas. 
Stephon y su mujer Latasha, se casaron el 14 de septiembre de 2002, y tienen tres hijos: Xaviera, Stephon II, y Stephanie.
Entre 2006 y 2009 promovió la marca de calzado deportivo Starbury, la cual tenía el objetivo de brindar productos de calidad a bajo precio.
En 2015 recibió un permiso del gobierno de la República Popular China para fijar residencia permanente en el país. Dos años después se estrenó la biopic chino-americana My Other Home, donde Marbury actúa de sí mismo y tiene como coprotagonista a la actriz Jessica Jung.

## Logros y reconocimientos
- Elegido en el mejor quinteto de rookies en 1997
- 2 veces NBA All Star (2001 y 2003)
- Mayor número de asistencias de la temporada NBA en 2004 (719)
- 3 veces campeón de la CBA (2012, 2014, 2015)
- MVP de la CBA (2013)
- MVP de las Finales de la CBA (2015)
- 3 veces CBA All-Star (2010, 2011 y 2012)
  - CBA All-Star Game MVP (2010)